# Großen Luckow
Großen Luckow ist ein Ortsteil der Gemeinde Dahmen im Südosten des Landkreises Rostock in Mecklenburg-Vorpommern. Der Ort gehört dem Amt Mecklenburgische Schweiz an und war bis zum 1. Januar 1974 eine eigenständige Gemeinde.

## Lage
Großen Luckow liegt in der Mecklenburgischen Schweiz, rund 12 Kilometer südlich von Teterow und 20 Kilometer nordwestlich von Waren (Müritz). Umliegende Ortschaften sind Neu Ziddorf im Norden, Ziddorf im Osten, Klocksin und Groß Rehberg im Süden, Kirch Grubenhagen im Südwesten, Klein Luckow im Westen und Barz im Nordwesten.
Durch den Ort fließt der Mühlenbach. Großen Luckow liegt an der Landesstraße 20 nach Malchow und ca. zwei Kilometer westlich der Bundesstraße 108.

## Geschichte
Großen Luckow wurde erstmals mit dem Namen Luckow urkundlich erwähnt, als Großen Luckow wird der Ort 1417 erstmals urkundlich genannt. Großen Luckow wurde ursprünglich von deutschen Bauern gegründet, während das benachbarte Klein Luckow eine slawische Ortsgründung ist, somit ist Großen Luckow vermutlich der jüngere der beiden Orte. Im Jahr 1417 kam Großen Luckow in den Besitz der ansässigen Familie von Maltzahn. Im Dreißigjährigen Krieg wurde der Ort zerstört, nach dem Neuaufbau kam es zu mehreren Besitzerwechseln innerhalb verschiedener Nebenlinien derer von Maltzan.
1815 wurde in Großen Luckow eine Rundscheune gebaut, in der Raps gedroschen wurde. Zum Rittergut Großen Luckow gehörten neben mehreren Wirtschaftsgebäuden auch ein im Tudorstil errichtetes Herrenhaus, das im Jahr 1842 von Adolph August von Maltzan (1809–1891) in Auftrag gegeben und durch den Architekten Heinrich Thormann aus Wismar entworfen wurde. Im Jahr 1896 befand sich das Gut Großen Luckow im Besitz von Ulrich von Maltzan (1846–1931). 1915 wurde das Stellmacherhaus gebaut. Die Rundscheune im Ort brannte 1917 nieder, nach dem Wiederaufbau wurde sie mit einem Blechdach statt dem vorherigen Strohdach ausgestattet.
Im 1928 letztmals amtlich veröffentlichten Landwirtschaftlichen Adressbuch werden als Eigentümer von Großen Luckow Ulrich, Ago und Joachim von Maltzahn, Freiherren von Wartenberg und Penzlin, aufgeführt. Das Gut hatte einen Umfang von 1049,70 ha.
Bis 1933 gehörte Großen Luckow dem Amt Waren in Mecklenburg-Schwerin an. Nach der Vereinigung von Mecklenburg-Schwerin und Mecklenburg-Strelitz zum Land Mecklenburg wurde aus dem Amt Waren der Landkreis Waren. Zuletzt befand sich Großen Luckow im Besitz der Freiherren von Wartenberg, die 1945 im Zuge der Bodenreform in der Sowjetischen Besatzungszone enteignet wurden. Der Landkreis Waren wurde im Rahmen der DDR-Kreisreform am 25. Juli 1952 aufgelöst und die Gemeinde Großen Luckow kam an den neuen Kreis Teterow. Am 1. Januar 1974 wurde Großen Luckow nach Dahmen eingemeindet. Nach der Wiedervereinigung gehörte Großen Luckow erst zum Landkreis Teterow, der nach einer Kreisreform im Jahr 1994 zusammen mit den Landkreisen Bützow und Güstrow zum neuen Landkreis Güstrow fusionierte.
Das historische Herrenhaus von Großen Luckow stand ab 1990 leer, im Jahr 2004 wurde mit einer umfassenden Restaurierung begonnen. Am 20. Februar 2005 brannte das Herrenhaus ab, vermutlich durch Brandstiftung. Dabei stürzten auch Teile der Außenwand ein. Nach dem Brand wurde das Herrenhaus aus der Denkmalliste von Mecklenburg-Vorpommern gestrichen, seitdem wurde es nicht wieder aufgebaut. Seit der Kreisreform vom 4. September 2011 liegt Großen Luckow im Landkreis Rostock.

## Sehenswürdigkeiten

### Baudenkmale
In der Liste der Baudenkmale in Dahmen sind für Großen Luckow drei Baudenkmale aufgeführt.

## Persönlichkeiten
- Adolf Georg von Maltzan (1877–1927), Diplomat, wuchs in Großen Luckow auf.